# Wurftaube
Wurftaube (* 1993; † 2019) war ein deutsches Rennpferd und Siegerin im Deutschen St. Leger. Die Fuchsstute wurde auf dem Gestüt Ravensberg von Acatenango, aus der Wurfbahn von Frontal gezogen. Sie ist die Urgroßmutter von Waldgeist, der 2019 den Prix de l’Arc de Triomphe gewann. Sie ist Mutter des Derbysiegers Waldpark.

## Laufbahn
Wurftaube wurde von Harro Remmert trainiert. Sie wurde 1996 zur Champion-Stute der Dreijährigen, wie auch ein Jahr später in der Kategorie für die Älteren, sie gewann bei sieben Siegen vier Grupperennen, war platziert in der Gruppe I und beendete ihre Karriere mit einem Generalausgleich (GAG) von 98 Kilo.
Nach einigen kleineren Rennen siegte Wurftaube im Hamburger Stutenpreis (Gruppe III), Ludwig Goebels-Erinnerungsrennen (Listenrennen), Fürstenberg-Rennen (Gruppe III) und im St. Leger (Gruppe II), das sie mit Kevin Woodburn im Sattel mit elf Längen Vorsprung überlegen gewann. Vierjährig siegte Wurftaube im Gerling-Preis (Gruppe II) und wurde Zweite im Großen Preis der Badischen Wirtschaft (Gruppe II) und im Deutschlandpreis (Gruppe I) in Düsseldorf.